# Slavenburg's bank

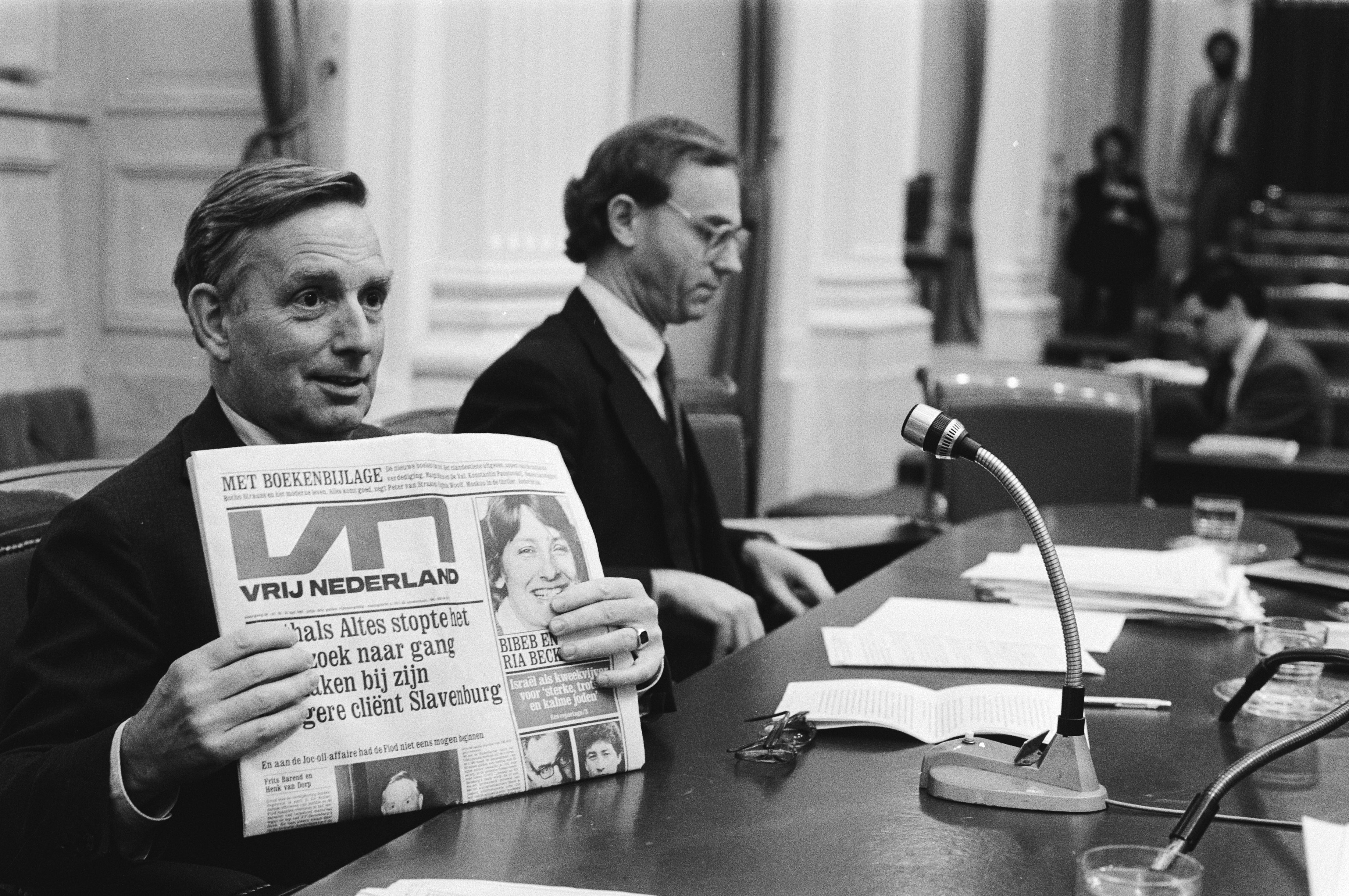
Minister Korthals Altes houdt een Vrij Nederland op in de Tweede Kamer, naast hem minister Ruding. Beiden worden genoemd in Vrij Nederland in verband met mogelijke betrokkenheid bij de Slavenburg's affaire. Den Haag, 19 mei 1983.

Slavenburg's bank werd in 1925 in Rotterdam opgericht door Thijs Slavenburg. Na een snelle groei na de Tweede Wereldoorlog kwam de bank in financiële problemen en moest in 1980 gered worden door middel van een overname door een Franse bank.

## Hoge groei, interne controle gebrekkig
Vooral na 1945 maakte de bank een snelle groei door, mede door een aantal overnames. Midden jaren 70 was het een middelgrote beursgenoteerde algemene bank met kantoren in heel Nederland en een aantal buitenlandse vestigingen (onder andere de eerste Nederlandse bank in de Verenigde Staten) onder directie van Thijs' zoons Piet en Ruud. Het succes van de bank resulteerde in decennia van onstuimige groei, waardoor interne controle soms gebrekkig bleek. Hierdoor kwam de bank eind jaren 70 in financiële moeilijkheden, onder andere door een aantal fouten bij transacties van ondergeschikten. 

## Redding door Crédit Lyonnais
In 1980 kocht Le Crédit Lyonnais de helft van de aandelen. Daarna verschenen berichten in de pers over betrokkenheid bij fraude, witwassen van zwart geld en handel in verdovende middelen. Justitie stelde onderzoeken in en herhaaldelijk werden topmensen van de bank gearresteerd op verdenking van het "feitelijk leiding geven" aan enkele van eerdere genoemde verboden gedragingen. In 1983 nam Crédit Lyonnais de bank geheel over en veranderde de naam in Crédit Lyonnais Bank Nederland (CLBN). 